# 김하나 (육상 선수)
김하나(1985년 7월 1일~)은 대한민국의 단거리 육상 선수로 소속팀은 안동시청이다. 2009년 제 90회 전국체전 100m, 200m, 4x100m, 4x400m 계주 종목에서 4관왕을 차지했으며 특히 200m와 4x100m 계주 종목에선 한국신기록을 세웠다. 육상단거리 선수로는 처음으로 90회 전국체전 최우수선수(MVP)상을 받았다. 2010년 12월 12일 단거리 육상선수 임희남과 결혼했다.

## 주요 성적
| 날짜             | 종목        | 대회                        | 장소 | 순위 | 기록        | 기타        |
| ---------------- | ----------- | --------------------------- | ---- | ---- | ----------- | ----------- |
| 2006년 10월 19일 | 100m        | 제87회 전국체전 여자 일반부 | 김천 | 3위  | 12초 30     |             |
| 2007년 10월 12일 | 200m        | 제88회 전국체전 여자 일반부 | 광주 | 3위  | 24초 68     |             |
| 2007년 10월 13일 | 4x100m 계주 | 제88회 전국체전 여자 일반부 | 광주 | 1위  | 46초 40     | 대회 신기록 |
| 2008년 10월 13일 | 4x100m 계주 | 제89회 전국체전 여자 일반부 | 여수 | 1위  | 46초 63     |             |
| 2008년 10월 14일 | 4x400m 계주 | 제89회 전국체전 여자 일반부 | 여수 | 2위  | 3분 47초 12 |             |
| 2009년 10월 20일 | 100m        | 제90회 전국체전 여자 일반부 | 대전 | 1위  | 11초 59     | 대회 신기록 |
| 2009년 10월 21일 | 200m        | 제90회 전국체전 여자 일반부 | 대전 | 1위  | 23초 69     | 한국 신기록 |
| 2009년 10월 22일 | 4x100m 계주 | 제90회 전국체전 여자 일반부 | 대전 | 1위  | 45초 33     | 한국 신기록 |
| 2009년 10월 23일 | 4x400m 계주 | 제90회 전국체전 여자 일반부 | 대전 | 1위  | 3분 43초 42 | 대회 신기록 |
| 2009년 10월 30일 | 100m        | 2009 한국그랑프리육상       | 광주 | 1위  | 11초 65     | 대회 신기록 |

### 최고 기록
| 종목 | 날짜       | 장소 | 기록  | 기타 |
| ---- | ---------- | ---- | ----- | ---- |
| 100m | 2009/10/20 | 대구 | 11.59 |      |